# 128-bit

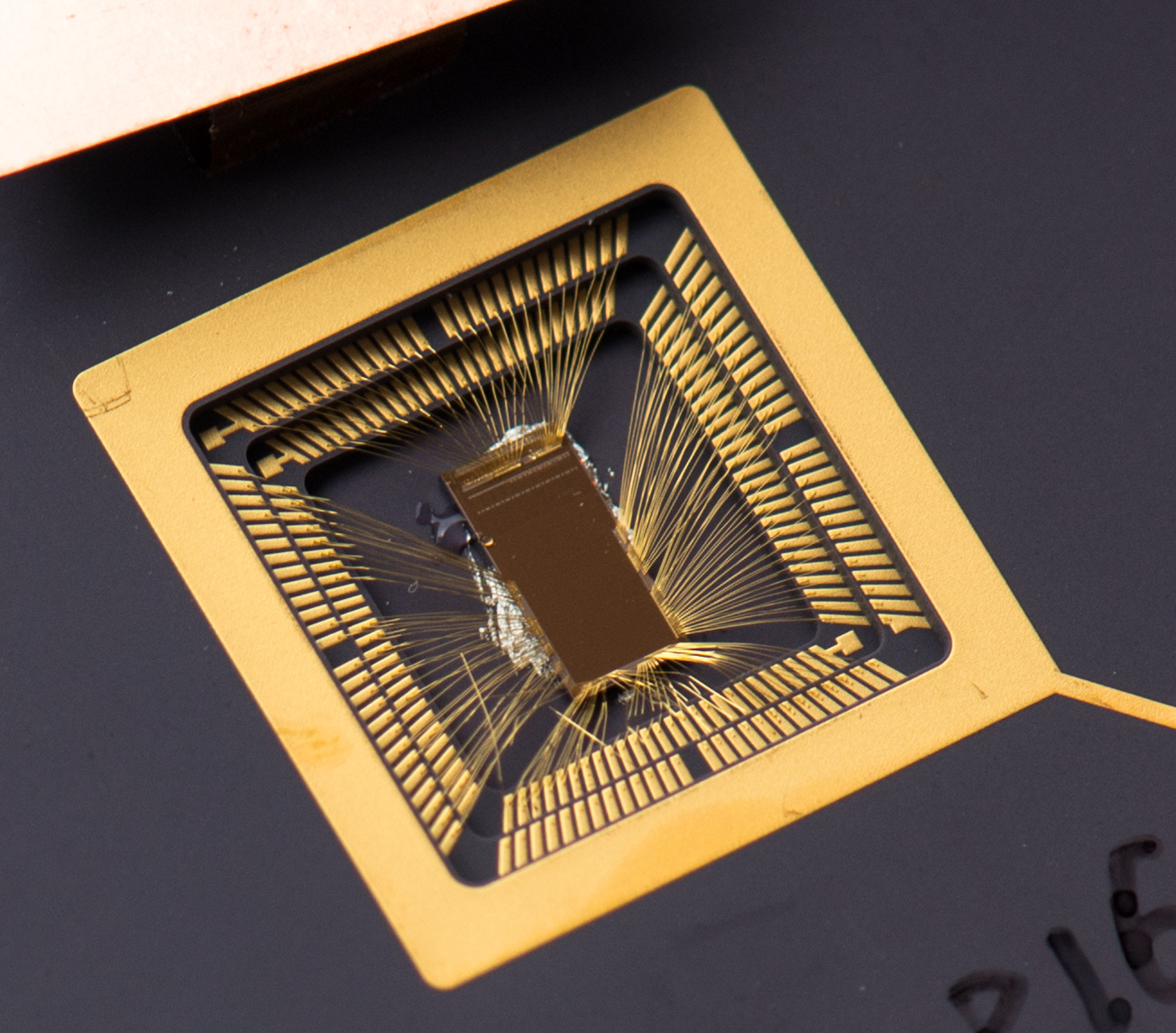
Prototipul microprocesorului RISC-V 128-bit

Arhitectura 128-bit sau 128 de biți este o arhitectură a unui microprocesor sau a unui calculator ale cărui registre, adrese de memorie, magistrale sau alte unități de date au dimensiuni de 128 biți sau 16 octeți. 
Un registru de 128 biți poate stoca 2128 (peste 3.40 × 1038) valori diferite. Intervalul de valori întregi care pot fi stocate în 128 este de la 0 la 340,282,366,920,938,463,463,374,607,431,768,211,455 (2128 -1) pentru reprezentare ca număr binar și -170,141,183,460,469,231,731,687,303,715,884,105,728 (-2127) prin 170,141,183,460,469,231,731,687,303,715,884,105,727 (2127-1). Teoretic, un sistem pe 128 biți ar trebui să recunoască până la 5 miliarde de yottabyte de RAM.
Un comparator multiplu de 128 de biți a fost descris pentru prima dată de către cercetători în 1976.. Terminalele IBM System/370 pot fi considerate ca fiind primele computere pe 128 de biți, deoarece au folosit registre de 128 de biți în virgulă mobilă. 
În prezent , nu există microprocesoare sau calculatoare desktop care să funcționeze în registre de date de 128 biți, dar există o serie de microarhitecturi care au introdus diferite extensii pentru a gestiona aritmetica pe 128 de biți într-un mod mai specializat. 

## Utilizări
- Adresele IPv6: manipularea adreselor IPv6 ar putea fi simplificată, deoarece adresele ar putea fi stocate într-un singur registru, în același fel în care sunt memorate adresele IPv4.
- Criptografie simetrică: unde în general sunt preferate cheile de 128 biți
- ZFS: sistem de fișiere bazat pe 128 de biți.
- Chip-uri GPU din plăcile video în care transferul de date se face la 128 de biți.
- Arhitectura open-source RISC-V (University of California, Berkeley)
- Universally Unique Identifiers  (UUID) este un număr de 128 de biți folosit pentru a identifica informațiile din sistemele informatice.